# Degtiarsk
Degtiarsk (en russe : Дегтярск) est une ville de l'oblast de Sverdlovsk, en Russie. Sa population s'élevait à 15 981 habitants en 2015.

## Géographie
Degtiarsk est située sur la rivière Viazovka, un affluent de la Tchoussovaïa, à 67 km à l'ouest de Iekaterinbourg. 

## Histoire
La mise en exploitation d'un dépôt de pyrites en 1914 donna naissance à une agglomération nommée Revdinskaïa Degtiarka, qui se développa et reçut d'abord le statut de commune urbaine en 1932, puis celui de ville en 1954.
Pendant la guerre froide, Degtiarsk fut à deux reprises au centre de l’actualité.
Au cours de l’été 1959, le vice-président des États-Unis, Richard Nixon, effectua une visite en Union soviétique, visite non officielle mais la première d’un haut responsable américain dans ce pays depuis la Conférence de Yalta, en 1945. Le 30 juillet 1959, il se rendit à Degtiarsk, où il rencontra les responsables locaux et fit un discours sur les relations américano-soviétiques. Il descendit ensuite dans une mine de cuivre, où il eut une discussion impromptue sur les relations Est-Ouest avec des mineurs, à 250 m sous terre.
Le 1er mai 1960, un avion-espion américain U-2, piloté par Francis Gary Powers, fut abattu près de Degtiarsk par la défense anti-aérienne soviétique, au cours d’une mission de photographie des sites de missiles intercontinentaux de la région de Sverdlovsk. La salve de 14 missiles sol-air S-75 Dvina tirée contre le U-2 atteignit aussi par erreur un MiG-19P de l’unité d’interception IAP 764, basée à Bolchoïe Savino, près de Perm. Son pilote, Sergueï Safronov, parvint à sauter en parachute mais ne survécut pas. Un monument lui a été dédié en 2000.

## Population
Recensements (*) ou estimations de la population
| 1939*  | 1959*  | 1970*  | 1979*  | 1989*  | 2002*  |
| ------ | ------ | ------ | ------ | ------ | ------ |
| 19 279 | 27 430 | 21 976 | 20 101 | 18 394 | 15 869 |

| 2006   | 2010*  | 2012   | 2013   | 2014   | 2015   |
| ------ | ------ | ------ | ------ | ------ | ------ |
| 15 675 | 15 522 | 15 669 | 15 833 | 15 920 | 15 981 |